# Plutarchos
För andra betydelser, se Plutarchos (olika betydelser).
Plutarchos (grekiska: Πλούταρχος, Ploútarkhos), efter att han blivit romersk medborgare Lucius Mestrius Plutarchus, född cirka 46 e.Kr., död cirka 120 e.Kr., var en hellensk filosof och författare från Chaironeia i Boiotien. Han var en av det romerska rikets mest framstående författare om man utgår från bevarat material. Han efterlämnade 300 skrifter, varav 150 är bevarade, bland andra Vitae parallelae och Moralia.

## Liv
Plutarchos växte upp i en ansedd och välbärgad borgarfamilj i Chaironeia. Han fick en anständig uppfostran, sändes till Aten för filosofiska studier under Ammonios av Aten, som gjorde att han kom i kontakt med både platonism och stoicism. Vid denna tid influerades akademin av mystisk teologi färgad av symboler från orientalisk, särskilt egyptisk religion. Hans fortsatta karriär bestämdes av nära förbindelser till Rom. Under resor till huvudstaden lärde han sig nödtorftigt latin och knöt nära vänskapsförbindelser med den romerska societeten. Under Trajanus regering erhöll han konsularisk rang och innehade tidvis höga poster i provinsförvaltningen. Efter att ha återvänt till Chaironeia som stadens store man ägnade han sitt senare liv främst åt att försöka återuppliva det apollinska gudstjänstlivet i Delfi, där han från 95 e. Kr. innehade ett prästämbete.

## Författarskap
Plutarchos omfångsrika alster bestod enligt en antik bibliografi av 227 skrifter, av vilka över 150 är bevarade. De består av populärvetenskapliga essäer och psykologiska levnadsteckningar. Hans verk präglas av hans romantiska strävan att väcka till liv det klassiska Hellas i allmänhet och de gamla gudakulterna i synnerhet, genom att tolka in i forntidsreligionen samtidens platonsk-pytagoreiska mystik och stoiska försynstro, dels av hans bemödanden att sprida kunskap om romersk historia och vitterhet i den grekisktalande världen.
Plutarchos har haft en fundamental betydelse för den västeuropeiska litteraturen, till exempel bygger Shakespeares Julius Caesar på Plutarchos Caesarbiografi.

Moralia, 1531

Han har också skrivit ett stort antal etiska traktater, samlade som Moralia, vilka syftar till att tillämpa platonsk (och i viss mån även stoisk) filosofi för en allmänbildad läsekrets. Plutarchos viktigaste verk är Jämförande levnadsteckningar (Bioi paralleloi), levnadsbeskrivningar av framstående romare och greker, där han utförligt beskriver personerna i par om en romare och en grek. Personerna skildras var för sig, men varje par sammanförs i ett avslutande jämförande avsnitt. Dessa jämförande levnadsteckningar har ett didaktiskt syfte då de är tänkta att fungera som en exempelsamling till ett system av moraliska principer. Personerna framhålls som antingen föredömen eller avskräckande exempel.
Levnadsteckningarna var standardläsning för skolelever från renässansen fram till 1900-talets början, då de ansågs förmedla etiska förebilder från historien. Termen "plutark" förekommer ibland som en generell beteckning för samlingar av levnadsteckningar.

## Plutarchos kvinnosyn
Plutarchos kvinnosyn är anmärkningsvärd för tiden han levde i. Han hävdade bestämt att flickor borde få en uppfostran i stil med pojkarnas, så att äktenskapet skulle kunna bli en mänsklig gemenskap, inte bara en allians till förmån för ekonomi och reproduktion. För att vara ett gott föredöme gav Plutarchos unga kvinnor tillträde till sin privatakademi i Chaironeia, vilket under denna tid var mycket ovanligt.

## Konsten att lyssna
Plutarchos skrev kring 100 e.Kr. skriften ”Konsten att lyssna”, som är skrivet som ett tal till en ung man som ska påbörja sina studier. Han påvisar skillnaden mellan att höra och att lyssna, han menar att varje människa kan höra, medan lyssnandet är en konst att bemästra. Plutarchos förespråkar en aktiv och väl förberedd lyssnare. Att rakryggat, uppmärksamt hålla blicken på talaren ansåg han höra till vanligt folkvett. Och eftersom han utgick från att de flesta människor var dåliga lyssnare (något som han såg som ett problem bland de otaliga talare som uppträdde) gav han genom sin skrift vägledning i ämnet och en god introduktion i konsten att lyssna lärande. Plutarchos poängterar vikten av ett aktivt och engagerat lyssnande, för att kunna bli en så bra talare som möjligt.

## Bioi paralleloi
Bioi paralleloi är en samling biografier om framstående män under antiken. De flesta biografierna är ordnade parvis och avhandlar en grek och en romare, följt av en jämförelse mellan de två männen. Texterna har ett moraliskt syfte och används som både inspirerande och avskräckande exempel, utifrån författarens platonska livsåskådning. Berättandet är rakt och saknar de retoriska grepp som annars var typiska för tiden.
Plutarchos tros ha skrivit biografierna under de sista två årtiondena av sitt liv, under kejsarna Trajanus och Hadrianus. Totalt finns 23 biografipar och fyra fristående biografier bevarade.

## Översättningar till svenska
- Rådslag om barna-tuchtan (Libello de paedagogia) (översättning N. Hufvudsson Dal) (Stockholm, 1738)
- Plutarchos's jemförande lefvernesbeskrifningar (Vitae parallelae) (översättning Per Jacob Emanuelsson) (Hierta, 1842-1845)
- Ryktbare grekers lefnad i urval (Ur Vitae parallelae) (anonym översättning) (Bonnier, 1902)
- Fyra levnadsteckningar (Ur Vitae parallelae) (översättning Hugo Bergstedt) (Norstedt, 1921)
- Om barnens uppfostran (Libello de paedagogia) (översättning Wilhelm Norlind) (Gleerup, 1925)
- Jämförande levnadsteckningar i urval (Ur Vitae parallelae) (översättning Ivar Harrie) (Natur och kultur, 1927)
- Levnadsteckningar över berömda greker och romare (Vita parallelae) (översättning Carl Theander, Ivar Harrie, Hugo Bergstedt) (Natur och kultur, 1947)

Konsten att lyssna: till en ung man som skall börja sina akademiska studier (originaltitel okänd) (översättning Ingemar Düring) (Gleerup, 1952)
- Om att äta kött (Peri sarkophagias) (översättning av Pia Åberg [m.fl.]) (Helsingfors: Summa, 2004) [även finsk översättning i samma bok]
- Djurens rätt och vegetarism: fyra skrifter ur Moralia (Ur Moralia) (översättning Sven-Tage Teodorsson) (Åström, 2007)
- Tio parallella biografier: tema Syrakusa (Ur Vitae parallelae) (översättning Sven-Tage Teodorsson) (Recito, 2009). Ny upplaga med titel Levnadsteckningar: tio parallella biografier (Daidalos, 2013, ISBN 9789171733221)
- Fem biografier ((Ur Vitae parallelae) (översättning Ingemar Lagerström) (Norstedt, 2010, ISBN 9113027751)
- Moralia I. Kärlek och vänskap (Ur Moralia) (översättning Sven-Tage Teodorsson) (Atlantis, 2014, ISBN 9789173536745)
- Moralia II. Levnadsråd (översättning Sven-Tage Teodorsson) (Atlantis, 2015, ISBN 9789173537698)
- Moralia III. Politik och pedagogik (översättning Sven-Tage Teodorsson) (Atlantis, 2016, ISBN 9789173538510)
- Moralia IV. Om religion (översättning Sven-Tage Teodorsson) (Atlantis, 2017, ISBN 9789173539012)

## Utmärkelser
Asteroiden 6615 Plutarchos är uppkallad efter honom.